# Dasypoda
Dasypoda is een geslacht van vliesvleugeligen uit de  familie van de Melittidae.

## Soorten
- Dasypoda albimana Pérez, 1905
- Dasypoda albipila Spinola, 1838
- Dasypoda altercator (Harris 1780) (Pluimvoetbij)
- Dasypoda argentata Panzer 1809
- Dasypoda aurata Rudow, 1881
- Dasypoda braccata Eversmann 1852
- Dasypoda brevicornis Pérez, 1895
- Dasypoda chinensis Wu, 1978
- Dasypoda cingulata Erichson 1835
- Dasypoda cockerelli Yasumatsu, 1935
- Dasypoda comberi Cockerell 1911
- Dasypoda crassicornis Friese, 1896
- Dasypoda dusmeti Quilis 1928
- Dasypoda frieseana Schletterer, 1890
- Dasypoda gusenleitneri Michez 2004
- Dasypoda heliocharis Gistel 1857
- Dasypoda iberica Warncke, 1973
- Dasypoda japonica Cockerell, 1911
- Dasypoda leucoura Rudow, 1882
- Dasypoda litigator Baker, 2002
- Dasypoda longigena Schletterer, 1890
- Dasypoda maura Pérez, 1895
- Dasypoda morotei Quilis, 1928
- Dasypoda oraniensis Pérez, 1895
- Dasypoda patinyi Michez, 2002
- Dasypoda pyriformis Radoszkowski, 1887
- Dasypoda pyrotrichia Förster, 1855
- Dasypoda rudis Gistel 1857
- Dasypoda sichuanensis Wu, 2000
- Dasypoda sinuata Pérez, 1895
- Dasypoda spinigera Kohl 1905
- Dasypoda syriensis Michez 2004
- Dasypoda tibialis Morawitz, 1880
- Dasypoda toroki Michez 2004
- Dasypoda tubera Warncke 1973
- Dasypoda visnaga (Rossi, 1790)
- Dasypoda vulpecula Lebedev, 1929
- Dasypoda warnckei Michez 2004